# DBV Rowic
DBV Rowic (Dordrechtse Basketballvereniging Rood Wit Crispijn) is een Nederlands basketbalteam uit Dordrecht. Rowic kwam onder de naam Frisol Rowic in 1973 in de Eredivisie terecht en eindigde dat jaar op de elfde plaats. Het seizoen daarop werd Rowic laatste en degradeerde het. Van 1978 tot 1982 speelde Rowic wederom in de eredivisie. Na dat seizoen stopte sponsor Frisol en kwam Rowic niet meer uit in de eredivisie. Rowic speelde daarna in de eerste divisie maar ook dat eindigde na een aantal jaar.
Sinds 2000 speelt Rowic weer in de eerste divisie.